# Pedro y el lobo
Pedro y el lobo (en ruso: Petya i volk, Петя и волк) es una composición sinfónica de Serguéi Prokófiev (Op. 67) escrita en 1936. La obra de Prokófiev es una historia para niños, con música y texto adaptado por él, con un narrador acompañado por la orquesta.

## Historia
En 1935, Natalya Sats y el teatro central infantil de Moscú encargaron a Serguéi Prokófiev una nueva sinfonía musical para niños. Se intentaba cultivar el gusto musical en los niños desde los primeros años de escuela. Intrigado por la invitación, Prokófiev completó Pedro y el lobo en cuatro días. El estreno se produjo el 2 de mayo de 1936, y su acogida fue desfavorable. En palabras del propio autor, «...[la asistencia] fue pobre y no consiguió atraer mucha atención».

## Instrumentación de la sinfonía
Pedro y el lobo está escrita para una flauta traversa, un oboe, un clarinete en la, un fagot, tres cornos en mi, un timbal y cuerda para la alegoría de los personajes principales, y un acompañamiento de trompeta en si bemol, trombón, triángulo, pandereta, platillos, castañuelas, redoblante, y bombo en la orquestación.
Cada personaje de la historia tiene asignado un instrumento y un tema musical: 
- Pedro: cuarteto de cuerdas: violín, violas, violonchelos y contrabajo
- Abuelo: fagot
- Pájaro: flauta traversa
- Pato: oboe
- Gato: clarinete
- Lobo: tres cornos
- Cazadores: instrumentos de viento-madera (los disparos están ilustrados por golpes de timbales y bombo).

## Argumento
Pedro, un joven pionero soviético, vive con su abuelo, que es leñador, en una casa en un claro del bosque. Un día Pedro sale de casa, dejando abierta la puerta del jardín, y se hace amigo de un pájaro. Un pato ve la puerta abierta y decide salir a nadar al estanque cercano. El pájaro y el pato empiezan a discutir: «¿Qué clase de ave eres tú, que no puedes volar?», a lo que el pato replica: «¿Qué clase de ave eres tú, que no puedes nadar?». Entonces el gato de Pedro sale sigiloso intentando atrapar a las aves y Pedro les aconseja que se pongan a salvo: el pájaro vuela a un árbol y el pato nada al centro del estanque.
Entonces llega el abuelo y regaña a Pedro por estar en el prado, y le dice que afuera le puede atrapar el lobo del bosque. Pedro responde diciendo que no tiene miedo, que es muy valiente y puede atrapar al lobo. El abuelo lo mete en la casa de la oreja y cierra la puerta. Poco después, en efecto, aparece un enorme lobo, el gato se pone a salvo en un árbol, pero el lobo atrapa al pato y se lo come. Pedro presencia la escena mirando a través de una ranura de la puerta. 
Pedro se engancha a una cuerda y salta el muro del jardín, y se encarama a la rama de un árbol. Le pide al pájaro que vuele alrededor del lobo para distraerlo, mientras él desde la rama prepara un nudo corredizo, baja la cuerda y consigue enlazar al lobo por la cola. El lobo trata de liberarse, pero Pedro tira con todas sus fuerzas y logra atar la cuerda al árbol. En esto llegan tres cazadores que venían rastreando al lobo y se preparan para dispararle. Pero Pedro les convence para que le ayuden a llevarlo vivo al zoológico. Y todos emprenden un desfile triunfal hacia el zoo, celebrando felices el fin del terror. Al final se puede incluso oír al pato en el interior de la barriga del lobo, pues se lo había tragado sin morderlo.

## Adaptaciones de la obra

### Walt Disney, 1946
Walt Disney produjo una versión animada de esta obra en 1946, con Sterling Holloway como narrador. Se estrenó como un fragmento de Música maestro, que se reeditaría al año siguiente acompañando a Fantasía (un corto anterior a la película), y que posteriormente en los años 1990 se editó en vídeo por separado.
Esta versión realiza varios cambios respecto al original:
- Al presentarse los personajes, las mascotas tienen nombres: "Sasha" el pájaro, "Sonia" el pato e "Ivan" el gato.
- Al empezar la película de dibujos animados Pedro y sus amigos ya saben que hay un lobo cerca, y se están preparando para su captura.
- Los cazadores de la parte final también tienen nombres: "Misha", "Yasha" y "Demetrio, el grande".
- Pedro sueña despierto con la caza y captura del lobo, y sale del jardín con una escopeta de juguete de madera para dar caza al lobo.
- Se cambia completamente el final del original, para hacerlo menos traumático para el público infantil, el narrador anuncia que el lobo no se comió al pato. Se ve al lobo persiguiendo al pato hasta el interior de un tronco. El lobo ataca fuera de la vista del espectador, y vuelve a la escena con la boca llena de plumas y relamiéndose, por lo que Pedro, el gato y el pájaro suponen que se comió al pato. Tras la captura del lobo, el pájaro se pone triste por el pato, y en ese momento el pato sale del tronco y se reúnen felices.

### Rusia, 1958
El estudio de animación ruso Soyuzmultfilm produjo una versión de la obra en 1958 en cortometraje, llamado también Pedro y el lobo. Está realizado con marionetas en animación por fotograma. Fue dirigido por Anatoly Karanovich y narrado por I. Medvedyeva. Esta versión hace los siguientes cambios en la historia:
- Al principio el pájaro ve al lobo en el bosque y avisa al abuelo de Pedro, que va a buscar a los cazadores y le dice a Pedro que se quede en el patio vallado.
- El gato al no conseguir atrapar al pájaro y al pato va al bosque a pedir ayuda al lobo.
- Cuando el lobo persigue al pato, Pedro lo salva agarrándolo y metiéndose en casa, dejando fuera al gato con el lobo.
- Entonces el lobo que no es muy melindroso se come al gato.

Esta versión no se estrenó fuera del bloque soviético.

### Coproducción anglopolaca, 2006
En 2006 Suzie Templeton dirigió con como productor Hugh Welchman, otra adaptación en animación stop-motion, Peter and the Wolf. Destaca por carecer totalmente de diálogos y narración. La banda sonora fue interpretada por la Philharmonia Orchestra, y la orquesta acompañó en directo su estreno en el Royal Albert Hall. Esta película ganó el premio Cristal de Annecy y el premio de la audiencia en el Festival Internacional de Cine de Animación de Annecy de 2007, y también ganó el Oscar al mejor cortometraje animado. Esta versión hace más cambios respecto a la historia original de Prokófiev que las anteriores:
- Pedro se topa con uno de los «cazadores» (matones adolescentes en esta historia) que lo tira al cubo de la basura y lo apunta con su rifle para asustarlo. El segundo cazador mira sin intervenir (creando así inmediatamente animadversión hacia ambos cazadores/matones).
- El pájaro tiene un ala rota por lo que no puede volar bien y usa el globo de Pedro para mantenerse en el aire.
- Después de que Pedro haya capturado al lobo con una red, el cazador lo encuentra con su mira telescópica por casualidad, pero el segundo cazador le golpea haciéndole caer y errar el tiro.
- Se llevan al lobo enjaulado al pueblo en un carro y el abuelo de Pedro trata de venderlo. El cazador va donde está el lobo y lo apunta con el rifle para intimidar al animal como había hecho al principio con Pedro. Entonces Pedro le arroja la red y se queda atrapado.
- Antes de que el abuelo haya hecho el negocio Pedro suelta al lobo tras mirarle a los ojos. Entonces ambos caminan juntos abriéndose paso entre la multitud atónita y entonces el lobo corre libre en dirección del bosque iluminado por la luna.